# Razakar (Pakistan)
Razakar était une force paramilitaire anti-Bangladesh organisée par l'armée pakistanaise au Pakistan oriental, aujourd'hui appelé Bangladesh, pendant la guerre de libération du Bangladesh en 1971. Depuis la guerre de 1971, c'est devenu un terme péjoratif (impliquant un traître) au Bangladesh en raison des nombreuses atrocités commises par les Razakars pendant la guerre. La force de Razakar se composait principalement d'anti-Bangladesh, de Bengalis pro-Pakistanais et de migrants parlant ourdou qui vivaient au Bangladesh à l'époque.

## Création
L'ordonnance Razakar du Pakistan oriental promulguée le 1er juin 1971 par le Gouverneur du Pakistan oriental, le général Tikka Khan. L'ordonnance prévoit la création d'une force volontaire qui sera formée et équipée par le Gouvernement provincial. C'était pour renforcer les forces du gouvernement afin de réprimer la rébellion des gens qui voulaient l'indépendance de la région. Il est également allégué que des Razakars ont été recrutés par le Comité Shanti, formé par plusieurs dirigeants pro-pakistanais dont Nurul Amin, Ghulam Azam et Khwaja Khairuddin (en). Les premières recrues comprenaient 96 membres du groupe Jamaat, qui ont commencé à s'entraîner dans un camp Ansâr à Shahjahan Ali Road, Khulnâ.

## Organisation
Les Razakars avaient deux branches, Al-Badr et Al-Shams, les forces paramilitaires. Les étudiants des madrasas ont été intronisés à Al-Badr pour des opérations spécialisées tandis qu'Al-Shams était chargé de la protection des lieux stratégiques importants. Les Razakar étaient sous le commandement de l'armée pakistanaise et ont également été entraînés par elle. En septembre 1971, la force Razakar est placée sous le commandement du général de division Mohammed Jamshed. Le commandement organisationnel du Razakar a été confié à Abdur Rahim,.
La force Razakar était organisée en brigades d'environ 3 000 à 4 000 volontaires, principalement armés d'armes légères d'infanterie fournies par l'armée pakistanaise. Chaque brigade Razakar était rattachée à deux brigades de l'armée régulière pakistanaise, dont la fonction principale était d'arrêter et de détenir les suspects nationalistes bengalis. Les suspects ont été torturés pendant leur détention et tués,,. Les Razakars ont été entraînés par l'armée pakistanaise. Bien que formés en tant que groupe paramilitaire, les Razakars ont également servi de guides locaux pour l'armée pakistanaise. Les deux organisations ont par la suite été accusées d'avoir violé les Conventions de Genève en violant, assassinant et pillant la population locale. Les razakars auraient également tué des civils indiens pendant la guerre. Le 5 août 1971, six Indiens ont été tués par les Razakars dans le village de Panti, sous la subdivision de Kumarkhali. Ils ont tué 3 Indiens à Sylhet et 19 à Jessore, Gopalganj et Chittagong,.
Citant un document américain déclassifié, Azadur Rahman Chandan écrit : « Les Rasikars sont un élément déstabilisateur - vivre de la terre, capable de prendre des décisions de vie ou de mort en dénonçant des collaborateurs et en pillant et terrorisant ouvertement les villageois sans restriction apparente de l'armée. ».
Les Razakars ont été payés par l'armée pakistanaise et le gouvernement provincial. Les principaux partisans d'un Pakistan uni ont exhorté le général Yahya Khan à augmenter le nombre de Razakars et leur ont donné plus d'armes pour étendre leurs activités au Pakistan oriental.
Vers la fin de 1971, un nombre croissant de Razakars désertaient, alors que la fin de la guerre approchait et que le Bangladesh avançait vers l'indépendance.

## Dissolution
Après la reddition de l'armée du Pakistan occidental le 16 décembre 1971 et la proclamation de l'indépendance du Bangladesh, les unités de Razakar ont été dissoutes. Le parti Jamaat a été interdit, car il s'était opposé à l'indépendance. Beaucoup de Razakars ont fui au Pakistan (anciennement Pakistan occidental).
Des vagues de violence ont suivi la fin officielle de la guerre, et certains Razakars de rang inférieur ont été tués en représailles par la milice Mukti Bahini. Le gouvernement a arrêté et emprisonné environ 36 000 hommes soupçonnés d'être des Razakars. Il a finalement libéré un grand nombre de personnes détenues en prison, à la fois en réponse aux pressions exercées par les États-Unis et la Chine, qui ont soutenu le Pakistan pendant la guerre, et pour obtenir la coopération du Pakistan afin d'obtenir la libération de 200 000 militaires et civils parlant bengali qui avaient été bloqués ou emprisonnés au Pakistan occidental pendant la guerre.
Au Bangladesh aujourd'hui, razakar est utilisé comme un terme péjoratif qui signifie « traître » ou « Judas ».

## Tribunaux
En 2010, le gouvernement du Bangladesh, dirigé par la Ligue Awami, a mis en place un Tribunal international des crimes sur la base de la loi de 1973 sur le Tribunal international des crimes pour poursuivre les personnes qui ont commis des crimes de guerre et des crimes contre l'humanité pendant la guerre de libération en 1971,,.
Plusieurs jugements ont été achevés au début de 2013 : Abul Kalam Azad a été reconnu coupable de huit chefs d'accusation et condamné à mort en janvier 2013. Abdul Quader Mollah a été reconnu coupable de cinq des six chefs d'accusation et condamné à mort en décembre 2013,. Delwar Hossain Sayeedi (en), le Nayeb-e-Ameer de Jamaat, a été reconnu coupable de huit crimes de guerre et condamné à mort pour deux d'entre eux en février 2013. Cependant, le processus du procès a été qualifié de « politiquement motivé » par ses détracteurs, tandis que les groupes de défense des droits de l'homme ont reconnu que le tribunal n'était pas conforme aux normes internationales.

### Crimes de guerre
Les forces de Razakar ont violé les Conventions de Genève en tuant, violant, assassinant et pillant les civils.